# Lowell (Massachusetts)

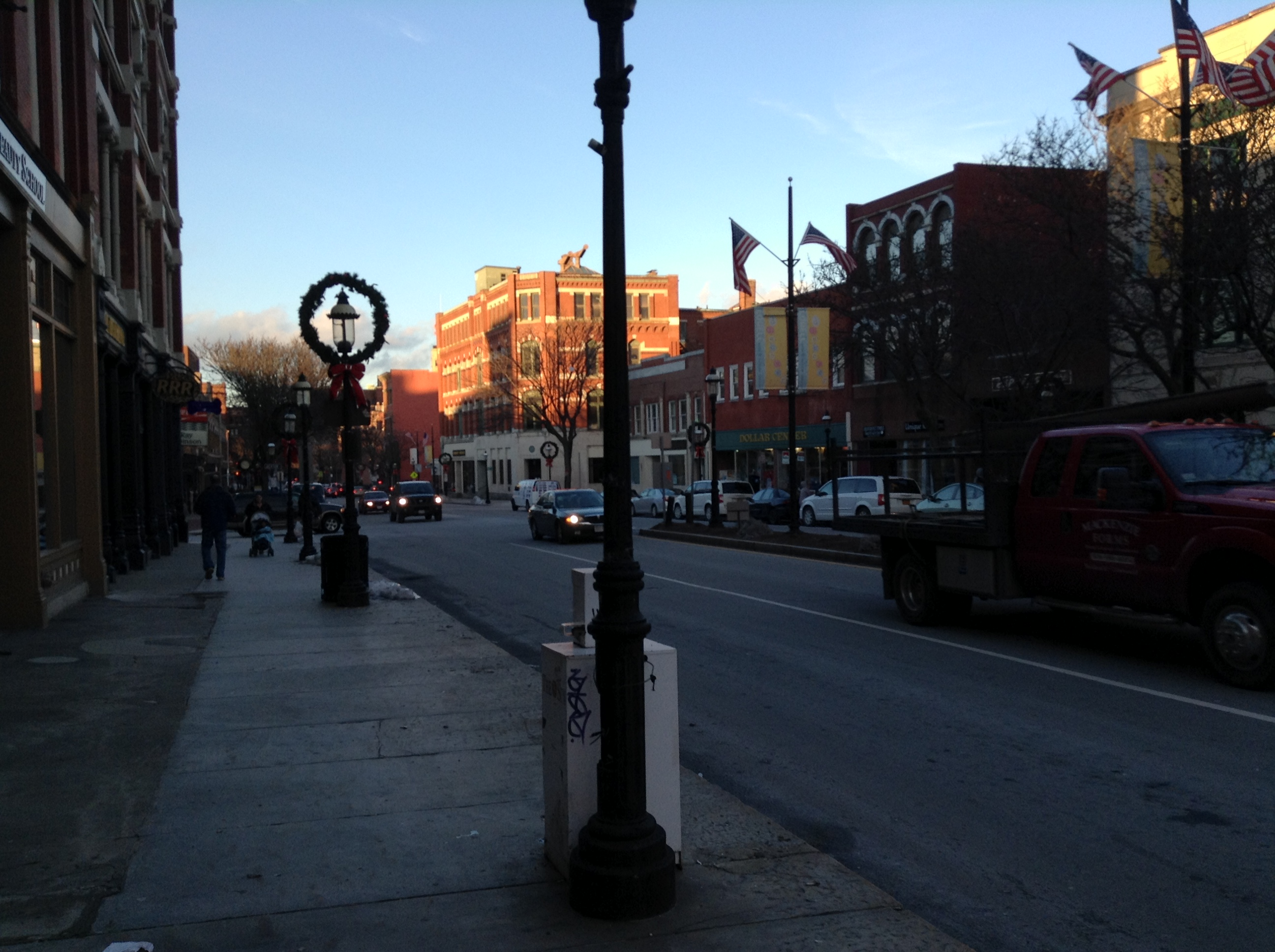
Śródmieście Lowell w 2013 roku

Lowell – miasto w Stanach Zjednoczonych, w stanie Massachusetts, nad rzeką Merrimack. Z populacją 115,6 tys. mieszkańców (2020), jest piątym co do wielkości miastem stanu Massachuestts. Leży 40 km na północ od centrum Bostonu. 
Lowell znane jest ze swoich młynów, jako miejsce narodzin amerykańskiej rewolucji przemysłowej. Wiele książek historycznych wspomina o „młynkach” Francisa C. Lowella, które pomagały w produkcji tekstyliów. Coroczny festiwal folklorystyczny, który odbywa się pod koniec lipca przyciąga setki tysięcy uczestników i jest drugim co do wielkości tego typu w USA. 
Lowell jest domem dla drugiej co do wielkości populacji kambodżańskiej w USA. Główny napływ uchodźców miał miejsce podczas ludobójstwa w Kambodży (1975–1979).

## Gospodarka
W mieście rozwinął się przemysł elektroniczny, chemiczny, skórzany, odzieżowy oraz włókienniczy.

## Demografia
- biali nielatynoscy – 48,3%
- Azjaci – 22,2%
- Latynosi – 17,6%
- czarni lub Afroamerykanie – 9%
- rasy mieszanej – 5,4%[2].

## Szkolnictwo
- Middlesex Community College
- University of Massachusetts Lowell

## Sport
- Lowell Devils (wcześniej Lowell Lock Monsters) – nieistniejący klub hokejowy

## Miasta partnerskie
- Kamerun: Bamenda
- Liberia: Barclayville
- Ukraina: Berdiańsk
- Grecja: Kalamata
- Kenia: Nairobi
- Irlandia: Limerick
- Angola: Lobito
- Kambodża: Phnom Penh
- Francja: Saint-Dié-des-Vosges
- Ghana: Winneba

## Ludzie urodzeni w Lowell
- Jack Kerouac (1922–1969) – powieściopisarz[5]
- Bette Davis (1908–1989) – aktorka filmowa i teatralna
- James McNeill Whistler (1834–1903) – malarz
- Paul Tsongas (1941–1997) – polityk, senator
- Michael Chiklis (ur. 1963) – aktor i muzyk
- Micky Ward (ur. 1965) – bokser
- Nancy Kelly (1921–1995) – aktorka filmowa i sceniczna.